# Escut jordà de futbol
L'Escut jordà de futbol és una competició futbolística de Jordània. Es disputa des de l'any 1981. És organitzada per l'Associació de Futbol de Jordània.

## Historial
Font:
| FA Shield | FA Shield           | FA Shield           | FA Shield         |
| Any       | Campió              | Resultat            | Finalista         |
| --------- | ------------------- | ------------------- | ----------------- |
| 1981      | Al-Jazeera (1)      | 1-1 (pr., 8-7 pen.) | Al-Wehdat         |
| 1982      | Al-Wehdat (1)       | 1-1 (pr., 5-3 pen.) | Amman             |
| 1983      | Al-Wehdat (2)       | 2-1                 | Al-Ramtha         |
| 1984      | Amman (1)           | 3-1                 | Al-Hussein        |
| 1985      | Amman (2)           | 1-1 (pr., 4-1 pen.) | Al-Faisaly        |
| 1986      | Al-Jazeera (2)      | 1-1 (pr., 5-4 pen.) | Al-Faisaly        |
| 1987      | Al-Faisaly (1)      | 2-0                 | Al-Wehdat         |
| 1988      | Al-Wehdat (3)       | 2-0                 | Al-Hussein        |
| 1989      | Al-Ramtha (1)       | 2-2 (pr., 5-4 pen.) | Al-Wehdat         |
| 1990      | Al-Ramtha (2)       | 2-1                 | Al-Hussein        |
| 1991      | Al-Faisaly (2)      | 1-0                 | Al-Wehdat         |
| 1992      | Al-Faisaly (3)      | 2-0                 | Al-Hussein        |
| 1993      | Al-Ramtha (3)       | 0-0 (pr., 3-2 pen.) | Al-Qadisiyah      |
| 1994      | Al-Hussein (1)      | 2-1                 | Al-Faisaly        |
| 1995      | Al-Wehdat (4)       | 2-0                 | Al-Jalil          |
| 1996      | Al-Ramtha (4)       | 2-0                 | Al-Hussein        |
| 1997      | Al-Faisaly (4)      | 3-2 (gol d'or)      | Al-Wehdat         |
| 1998      | Kufrsoum (1)        | 1-0                 | Al-Hussein        |
| 1999      | no es disputà       | no es disputà       | no es disputà     |
| 2000      | Al-Faisaly (5)      | 4-0                 | Shabab Al-Hussein |
| 2001      | Al-Ramtha (5)       | 2-1                 | Al-Baqa'a         |
| 2002      | Al-Wehdat (5)       | 2-1                 | Al-Faisaly        |
| 2003      | Al-Hussein (2)      | 2-1                 | Shabab Al-Hussein |
| 2004      | Al-Wehdat (6)       | 3-2                 | Al-Hussein        |
| 2005      | Al-Hussein (3)      | 3-1                 | Al-Faisaly        |
| 2006      | Al-Yarmouk (1)      | 1-0                 | Al-Wehdat         |
| 2007      | Shabab Al-Ordon (1) | 0-0 (pr., 4-3 pen.) | Al-Jazeera        |
| 2008      | Al-Wehdat (7)       | 0-0 (pr., 5-4 pen.) | Al-Baqa'a         |
| 2009      | Al-Faisaly (6)      | 4-0                 | Al-Arabi          |
| 2010      | Al-Wehdat (8)       | 2-0                 | Al-Jazeera        |
| 2011      | Al-Faisaly (7)      | 1-0                 | Shabab Al-Ordon   |
| 2012      | no es disputà       | no es disputà       | no es disputà     |
| 2013      | no es disputà       | no es disputà       | no es disputà     |
| 2014      | no es disputà       | no es disputà       | no es disputà     |
| 2015      | no es disputà       | no es disputà       | no es disputà     |
| 2016      | Shabab Al-Ordon (2) | 5-1                 | Al-Faisaly        |
| 2017      | Al-Wehdat (9)       | 2-0                 | Al-Jazeera        |
| 2018      | no es disputà       | no es disputà       | no es disputà     |
| 2019      | no es disputà       | no es disputà       | no es disputà     |
| 2020      | Al-Wehdat           | 2-1                 | Al-Ramtha         |
| 2021      | Al-Jalil            | 1-1 (6-5 pen.)      | Al-Wehdat         |